# Sofiane Djeffal
Sofiane Djeffal (Nantes, 1999. április 19. –) francia labdarúgó, az amerikai Austin középpályása.

## Pályafutása
Djeffal a franciaországi Nantes városában született. Az ifjúsági pályafutását a helyi Nantes csapatában kezdte, majd az amerikai Portland Timbers akadémiájánál folytatta.
2022-ben mutatkozott be a DC United első osztályban szereplő felnőtt keretében. 2022. február 27-én, a Charlotte ellen 3–0-ra megnyert bajnokin debütált. 2022. november 17-én egyéves szerződést kötött az Austin együttesével.

## Statisztikák
2022. október 9. szerint
| Klub      | Szezon   | Osztály  | Bajnokság | Bajnokság | Kupa  | Kupa | Nemzetközi | Nemzetközi | Összesen | Összesen |
| Klub      | Szezon   | Osztály  | Meccs     | Gól       | Meccs | Gól  | Meccs      | Gól        | Meccs    | Gól      |
| --------- | -------- | -------- | --------- | --------- | ----- | ---- | ---------- | ---------- | -------- | -------- |
| DC United | 2022     | MLS      | 28        | 0         | 0     | 0    | —          | —          | 28       | 0        |
| Összesen  | Összesen | Összesen | 28        | 0         | 0     | 0    | 0          | 0          | 28       | 0        |

## Fordítás
Ez a szócikk részben vagy egészben  a   Sofiane Djeffal című angol Wikipédia-szócikk fordításán alapul.  Az eredeti cikk szerkesztőit annak laptörténete sorolja fel. Ez a jelzés csupán a megfogalmazás eredetét és a szerzői jogokat jelzi, nem szolgál a cikkben szereplő információk forrásmegjelöléseként.